# محطة الزور الجنوبية
محطة الزور الجنوبية لتوليد الطاقة الكهربائية وتقطير المياه تقع هذه المحطة على الخليج العربي جنوب دولة الكويت وبها 8 وحدات بخارية تنتج كل وحدة 300 ميجاواط بالساعة ويوجد بها أيضا 3 وحدات غازية لإنتاج الطاقة وكل وحدة تنتج 36 ميجاواط بالساعة وبها 6 وحدات لتقطير المياة وكل وحدة 6 ملايين جالون إمبراطور باليوم.